# Union du peuple africain du Zimbabwe
L'Union du peuple africain du Zimbabwe (en anglais : Zimbabwe African People's Union ou ZAPU) est un parti politique qui fut fondé au Zimbabwe par Joshua Nkomo le 17 décembre 1960, avant d'être interdit en décembre 1962. En 1963, une scission au sein du parti amène à la création de l'Union nationale africaine du Zimbabwe (ZANU).
En 1976, les deux s'unirent de nouveau pour former l'Union nationale africaine du Zimbabwe - Front patriotique dirigée par Robert Mugabe.
Le parti est refondé en 2008.